# بوريس بريتشا
بوريس بريتشا (بالإنجليزية: Boris Brejcha)‏ (من مواليد 26 نوفمبر 1981 في لودفيغسهافن) هو دي جي ومنتج تسجيلات ألماني. غالبًا ما يرتدي بريتشا قناع الجوكر بناءً على تصميم كرنفال البندقية.
أصيب في كارثة عرض رامشتاين الجوي [الإنجليزية] عندما كان في السادسة من عمره، وأصيب بحروق شديدة. ذكر في مقابلة «كانت هذه حادثة خاصة في حياتي. كنت وحدي، كنت طفلاً صغيراً وكنت في وضع صعب.». 
في 24 يناير 2020 ، أصدر بريتشا ألبومه السادس غواص الفضاء كأول ألبوم له في شركة أولترا للموسيقى. 